# Go West (gruppo musicale)
I Go West sono un gruppo musicale pop-rock britannico, nato nel 1982 è formato da Peter Cox (nato il 17 novembre 1955, Kingston, Surrey, England) e da Richard Drummie (nato il 20 marzo 1959, Twickenham, Middlesex, England).
Tra i loro brani più noti, King of Wishful Thinking del 1990, canzone inclusa nella colonna sonora del film Pretty Woman. Il loro primo album, l'eponimo Go West del 1985, contiene il singolo We Close Our Eyes che ottenne un buon successo grazie al videoclip firmato dai registi Lol Creme e Kevin Godley, autori di numerosi video cult negli anni ottanta. Call Me rientra nei brani di una delle stazioni radio del videogioco Grand Theft Auto: Vice City.

## Carriera
Peter Cox incontrò Richard Drummie nel 1974 e in quell'occasione gli fece ascoltare una sua cassetta-demo. A Richard piacque molto e fu l'inizio della loro collaborazione musicale e d'amicizia che sta ancora durando dopo tutti questi anni. Nel 1982 firmarono un contratto editoriale come cantautori con il nome "Cox & Drummie". Si avvicinarono a diverse case discografiche senza successo, ma con l'aiuto del manager John Glover poterono avere del tempo in uno studio e registrare i loro primi due singoli We Close Our Eyes e Call Me e ribattezzarsi Go West. Nel giro di pochi giorni dal completamento di quelle tracce, il manager riuscì a negoziare con la Chrysalis Records e ad avere per i Go West il loro primo contratto discografico.
Il singolo di debutto We Close Our Eyes, pubblicato nel 1985, raggiunse il 4º posto nella classifica dei singoli più venduti del Regno Unito, il 5° nella classifica americana Hot Dance Club Play e il 41° nella Billboard Hot 100. Il video della canzone, diretto da Godley & Creme, divenne uno dei favoriti su MTV. Nel 1986 i Go West vinsero il BRIT Award come "Best British Newcomer" (miglior gruppo inglese emergente). La canzone We Close Our Eyes fa anche parte della colonna sonora del film italiano d'orrore Dèmoni.
L'album di debutto Go West, pubblicato nel 1985, che include Call Me, Don't Look Down e, naturalmente, We Close Our Eyes, fu un successo non solo nel Regno Unito (ottavo posto) ma anche negli Stati Uniti (sessantesimo posto) e vendette un milione e mezzo di copie in tutto il mondo, rimanendo nella classifica inglese Official Albums Chart per 83 settimane.
Bangs and Crashes è un album di canzoni remixate, con B-sides e alcune canzoni live, pubblicato nel 1986, che include anche la canzone One Way Street usato nella colonna sonora del film Rocky IV.
Il loro secondo album Dancing on the Couch, edito nel 1987, include i singoli True Colours, I Want to Hear It from You e The King Is Dead, tutti entrati nella Top UK 30 hits. Sebbene non avesse venduto come il primo LP, l'album dimostrò ancora una volta come i Go West fossero dei bravissimi autori di canzoni.
Il terzo album Indian Summer, scritto e inciso in California nel 1992, contiene il singolo King of Wishful Thinking inserito nella colonna sonora del film Pretty Woman, che vendette più di 10 milioni di copie in tutto il mondo. Il singolo ha ricevuto nel 1991 e nel 1992 il premio American Society of Composers, Authors and Publishers come canzone più suonata alla radio americana. Faithful, secondo singolo dello stesso album, ha ricevuto il premio BMI nel 1992 e nel 1993.
Aces and Kings - The Best of Go West (1993) è la prima raccolta di successi del gruppo e contiene il singolo inedito Tracks of My Tears, cover di un classico Motown di Smokey Robinson con i Miracles. Il singolo entrò nella classifica Official Singles Chart al ventesimo posto e risalì fino al sedicesimo.
Nel 1994 Peter Cox decise di trasferirsi a Los Angeles per concentrarsi nella sua nuova carriera da solista e infatti nel 1997 pubblicò il primo album Peter Cox. Richard Drummie, nel frattempo, decise di rimanere nel Regno Unito e di costruire il suo studio di registrazione e di concentrarsi nello scrivere canzoni per altri musicisti come Ritchie Neville, Robbie Craig, Next of Kin, 21st century Girls, Debbie Gibson e nella produzione di dischi. Anche la canzone Io ci sarò dei Neri per Caso, incisa nel 1997 ed inserita nell'album eponimo di questi ultimi, è stata scritta da proprio da Drummie con Claudio Guidetti. Nel 2000 Peter ritornò ad abitare nel Regno Unito e a lavorare con Richard, così la coppia di musicisti ricominciò a scrivere e registrare nuove canzoni.
Nel 2001 venne pubblicato il CD The Best of Go West, Live at the NEC tratto da un concerto registrato a Birmingham nel 1993 in occasione del tour 'Aces and Kings'. Questo CD contiene i due inediti All Day, All Night e Hangin' on for Dear Life.
Dopo il successo televisivo ottenuto da Cox nel reality show Reborn in the USA, a cui partecipò anche il vincitore Tony Hadley frontman degli Spandau Ballet, i Go West e Tony Hadley decisero, nel 2004, di andare in tour insieme e fecero 60 concerti nel Regno Unito.
Nel 2005 i Go West celebrarono il ventesimo anniversario di lavoro in campo musicale intraprendendo un altro tour nel Regno Unito.
Nel 2007 Peter Cox realizzò il suo secondo CD da solista Motor City Music che è una collezione di cover tratte dal catalogo di canzoni della Motown Records; mentre Richard Drummie partì per un viaggio in Venezuela con Tony Hadley e Martin Fry (ABC) finalizzato a raccogliere fondi in beneficenza per l'associazione AMR - Action Medical Research. Dal viaggio è stato tratto il DVD-film The Lost World Trek.
Sempre nel 2007, questa volta come gruppo, i due pubblicarono un altro DVD intitolato 21 Twenty One, che include la registrazione del concerto tenuto al teatro Lowry di Manchester il primo novembre 2006, e, in anteprima, tutte le canzoni del successivo album Futurenow (2008).
Dopo un altro tour dei Go West in Australia nel 2008, Richard Drummie, di nuovo con Tony Hadley e Martin Fry, partì per una raccolta fondi in Costa Rica, ancora una volta a favore di AMR.
Dall'ottobre del 2009 al marzo del 2011 Peter Cox sostituì il cantante Noel McCalla dei Manfred Mann's Earth Band, dopo questi aveva lasciato il suo gruppo.
Nel 2010 Peter realizzò il suo terzo CD The S1 Sessions, mentre Richard ripartì, alla volta del deserto della Namibia, per il terzo viaggio pro AMR. Lo stesso anno, nel mese di aprile, i Go West intrapresero un tour nel Regno Unito per festeggiare i 25 anni dal debutto del primo album. Il calendario includeva Cheltenam l'8 aprile, Lowestoft il 9, Birmingham il 10, Gateshead l'11, Basildon il 15, Chatham il 16, Peterborough il 17, Barrow il 18, Rhyl il 21, Londra il 23 e Milton Keynes il 25/26. Contemporaneamente, pubblicavano la prima delle tre parti del nuovo CD intitolato 3D (diviso in tre EP di cinque brani), a cui è seguita la seconda nel 2011 e la terza nel 2013.
Nel 2011 viene pubblicato il DVD in due dischetti intitolato Frame by Frame che raccoglie, per la prima volta, tutti i video originali dei Go West, e che ha ottenuto il quinto posto nella classifica UK Music DVD Charts. Ogni video è introdotto da un breve commento di Peter & Richard, che raccontano alcuni aneddoti sulle riprese. Il DVD contiene inoltre il video della nuova canzone Skin Deep, tratta dall'album 3D parte 1, pezzo scritto assieme a Tony Hadley e votato a settembre come migliore canzone pop nel mondo alla Radio Netherlands single competition.
Nel dicembre del 2011, i Go West, dopo alcuni concerti in Australia tenutisi in ottobre e novembre e dopo un nuovo viaggio-trekking di Richard in Cambogia per l'AMR, fecero un tour per promuovere dal vivo alcuni dei brani del CD 3D. Il calendario fu Wolverhampton il 7/12, Milton Keynes l'8/9, Glasgow il 13, Liverpool il 14, Sheffield il 16, Newcastle il 17, Oxford il 20, Birmingham il 21 e Londra il 22.
Nel 2012, anno di pausa per Richard Drummie, Peter Cox lavoro' al suo album da solista Riding the Blinds, pubblicato il 29 ottobre e subito seguito da un tour (Southampton 30 novembre, Redhill 1º dicembre, Wolverhampton 7 dicembre e Milton Keynes l'8). Oltre lo speciale concerto del 14 dicembre, registrato per il DVD a High Barn, Great Bardfield.
La terza ed ultima parte del CD 3D uscì nel 2013 e i Go West intrapresero un tour nei mesi di ottobre, novembre e dicembre con Hue & Cry e The Christian.

## Discografia

### Album
- 1985 - Go West
- 1987 - Dancing on the Couch
- 1992 - Indian Summer
- 2008 - Futurenow

### Live
- 2001 - The Best of Go West, Live at the NEC[3]
- 2004 - Tony Hadley vs Peter Cox & Go West
- 2004 - Greatest Hits Live (Pegasus PEG CD 474)
- 2005 - Greatest Hits Live (Laserlight 32 617, solo US)
- 2009 - Kings of Wishful Thinking

### Raccolte
- 1986 - Bangs and Crashes (remix album)
- 1993 - Aces and Kings - The Best of Go West
- 1998-2003 - The Best of Go West (Greastest Hits)
- 2012 - The Very Best of Go West (2 CD)

### Singoli
- 1985 - We Close Our Eyes/Missing Persons
- 1985 - Call Me/Man in My Mirror
- 1985 - Goodbye Girl/Dreamworld
- 1985 - Don't Look Down/Innocence (The Desperation edit)
- 1985 - Don't Look Down - The sequel/Innocence (The Desperation edit)
- 1985 - Eye to Eye/Man in My Mirror
- 1986 - True Colours/XL 5
- 1987 - I Want to Hear It from You/Crossfire
- 1987 - The King Is Dead (live)/Little Caesar (live)
- 1987 - From Baltimora to Paris/Little Caesar
- 1990 - The King of Wishful Thinking/Tears Too Late
- 1992 - Faithful/I Want You Back/We Close Our Eyes/From Baltimora to Paris (CD 1)

Faithful/I Want You Back/Don't Look Down - The Sequel/I Want to Hear It from You (CD 2)
- 1992 - What You Won't Do For Love/Masque of Love (Schoolhouse mix)/Goodbye Girl (CD 1)

What You Won't Do For Love/Call Me (The Indiscriminate mix)/Faithful (CD 2)
- 1993 - Still in Love/Count Me Out/Bluebeat (The Twilight mix) (CD 1 - copertina bianca)

Still in Love/What You Won't Do For Love (Acapella mix)/Healing Hands (The Monitor mix) (CD 2 - copertina nera)
- 1993 - Tracks of My Tears/One Way Street/Faithful (The Lover's Prayer mix) (CD 1)

Tracks of My Tears/The King of Wishful Thinking/Tracks of My Tears (The Secret Garden mix) (CD 2)
- 1993 - We Close Our Eyes '93/Never Let Them See You Sweat/I'll Be Waiting (CD 1 - copertina nera)

We Close Our Eyes '93/Tell Me/One of Us/The Sun and the Moon (CD 2 - copertina bianca)
- 2001 - All Day, All Night/The Sun and the Moon (live at the NEC)
- 2008 - Let Love Come
- 2008 - Only Love
- 2011 - Skin Deep/Call Me

## Videografia

### Videocassette
- The Runaway Train Tour (live)
- Aces and Kings - The Best of the Videos

### DVD
- 2004 - Kings of Wishful Thinking (live)
- 2004 - Tony Hadley vs Peter Cox and Go West (live)
- 2007 - 21 Twenty One (live)
- 2008 - Only Love (live) (mini DVD - visual EP)
- 2011 - Frame by Frame (2 DVD, il secondo con molti brani live)

## Premi & riconoscimenti
- 1986 - BRIT Award sezione "Best British Newcomer"

## Formazione nei concerti dal vivo
- Peter Cox - voce
- Richard Drummie - tastiere, chitarra, coro
- Deeral - chitarra
- Lyndon Connah - tastiere, coro
- Richard Brook - batteria
- Vinzenz Benjamin - basso